# 福島正夫
福島 正夫（ふくしま まさお、1906年7月11日－1989年12月14日）は、昭和・平成期の法制史学者・弁護士。社会主義法学・比較法学・日本近代法制史などの研究において業績を残した。

## 経歴
静岡県磐田郡見付町（現在の磐田市）出身。東京府立第五中学校・第一高等学校を経て、東京帝国大学法学部法律学科に入る。
穂積重遠・末弘厳太郎の指導を受け、1928年には在学のまま高等文官試験行政科に合格。
1929年（昭和4年）の卒業後は日本不動産に入社しながら学問を続け、1931年には高等文官試験司法科にも合格し、翌年には弁護士登録を行う。
ところが、1934年（昭和9年）に日本共産党に資金提供をしていたとして治安維持法違反で摘発されたために会社を退社に追い込まれ、同年東京帝国大学大学院に再入学、我妻栄の下で土地法の研究を行う。このとき我妻栄の民法講義の校正・索引作業に携わる。1939年（昭和14年）には東亜研究所研究員として中国農村慣行調査に参加するが、1941年（昭和16年）に兵役に召集され、戦後のソ連への抑留期間を含めて6年間学問の場から離れることになる。
帰国後は法務庁資料課長を務めたり、『日本勧業銀行史』の編纂事業に携わったりするが、1952年（昭和27年）に東京大学東洋文化研究所講師となり、1961年（昭和36年）に東京大学教授、『地租改正の研究』によって1962年には東京大学から法学博士の学位を、1963年（昭和38年）には日本学士院賞を授与される。
1967年（昭和42年）に東京大学を定年退職すると、早稲田大学法学部に移り、1977年まで在籍した。
1989年（平成2年）に死去するまで、民法学・法社会学・法制史・社会主義法学など幅広い分野で研究を続け、実証主義・歴史的・比較法的観点から多くの著書を著した。1965年、1967年、1969年-1976年現代中国学会代表幹事。

## 著書
- 『戦後のソ連社会』白日書院　1949 東洋文化講座 / 東京大学東洋文化研究所編
- 『人民公社の研究』御茶の水書房　1960
- 『地租改正の研究』有斐閣　1962
- 『中国の人民民主政権 その建設と過程と理論』東京大学出版会　1965　東大社会科学研究叢書
- 『中国の法と政治 中国法の歴史・現状と理論』日本評論社　1966
- 『日本資本主義と「家」制度』東京大学出版会　1967　東大社会科学研究叢書
- 『地租改正』吉川弘文館　1968
- 『朝鮮民主主義人民共和国社会主義憲法』日本評論社　1974
- 『日本資本主義の発達と私法』東京大学出版会　1988
- 『福島正夫著作集』全9巻 勁草書房、1993-96

## 共著編著
- 『中国の裁判』幼方直吉,長谷川良一共著　東洋経済新報社　1957
- 『戸籍制度と「家」制度 「家」制度の研究』編　東京大学出版会　1959
- 『社会主義国家の裁判制度』編　東京大学出版会　1965
- 『林野入会権の本質と様相 岐阜県吉城郡小鷹利村の場合』潮見俊隆,渡辺洋三共編　東京大学出版会　1966
- 『「家」制度の研究 資料篇』編　東京大学出版会　1959-67
- 『家族 政策と法』全7巻　編　東京大学出版会　1975-84
- 『日本近代法体制の形成』編　日本評論社　1981-82
- 『明治初年地租改正基礎資料 補巻』丹羽邦男共編　有斐閣　1988

## 翻訳
- M.B.コルガーノフ『社会主義社会における所有』宇高基輔,藤田勇共訳　有斐閣　1960

## 記念論集
- 『現代日本の法思想　福島正夫先生還暦記念』渡辺洋三,利谷信義編　日本評論社　1972